# Хаси Р'мел
Хаси Р'мел (на арабски: حاسي الرمل) е град и едноименна община в Северен Алжир, област Лагуат. Градът е административен център на едноименни община и околия.
Намира се в северната част на Алжирска Сахара, на ок. 110 km югоизточно от областния център Лагуат и на ок. 420 km южно от столицата Алжир.
Градската агломерация има 16 004 жители, а населението на общината е 22 133 души (преброяване, 14.04.2008).
Районът се развива бързо от средата на 20 век. През 1956 г. там е открито гигантско находище на природен газ - най-голямото не само в страната, но и на континента. Залежите са на дълбочина 2,1 - 2,3 км. Началните запаси са над 2600 млрд. м³, а на газов кондензат - 500 млн. тона. Газът съдържа 81 % метан.
Оператор на находището е алжирската държавна нефто-газова компания „Сонатрак“. Добивът на газ през 2007 г. съставлява 25 млрд. м³. Добитият газ се транспортира до бреговите терминали в Арзю, гр. Алжир и Скикда. Благодарение на добива на газ израства цял град. Наблизо е построена аерогара, развита е инфраструктурата.
Оказва се, че под самия град има залежи, удобни за добив. Ето защо алжирското правителство планира да бъде разработен проект за преместване на града, както на град Хаси Месауд, край който се разработва най-голямото находище на суров нефт в Африка.